# AJ Lee

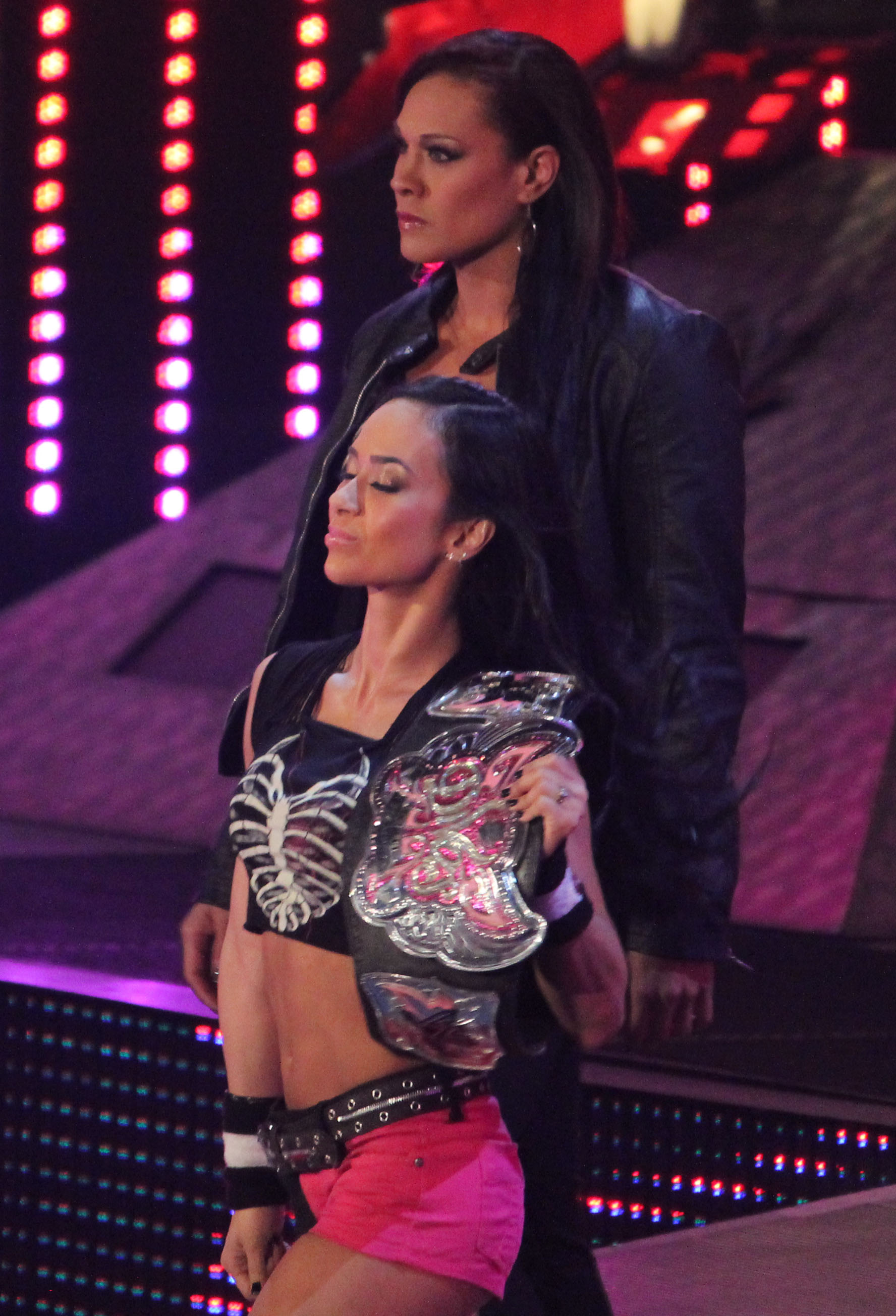
AJ Lee i Tamina Snuka podczas 295 dnia panowania jako mistrzyni Div

April Jeanette Mendez (ur. 19 marca 1987 w Union City w stanie New Jersey) – była amerykańska wrestlerka. Z pochodzenia Portorykanka, wyznaje zasady Straight Edge. Występowała w WWE. Od 13 czerwca 2014 żona CM Punka (Phillipa Brooksa).
30 czerwca 2014 wróciła do WWE i odzyskała pas WWE Divas Championship, stając się drugi raz mistrzynią WWE.
Mendez zapisała się do szkoły wrestlingowej w marcu 2007, zadebiutowała sześć miesięcy później. W kolejnych latach występowała w kilku północnoamerykańskich promocjach, w tym w Women Superstars Uncensored jako Miss April. W WSU, razem z Brooke Carter była częścią drużyny AC Express. Jednokrotnie były posiadaczkami WSU Tag Team Championship. W maju 2009 roku podpisała kontrakt rozwojowy z WWE, została wysłana do Florida Championship Wrestling, rozwojówki WWE, gdzie używała pseudonimu AJ Lee. W FCW była posiadaczką tytułu Queen of FCW oraz FCW Divas Champion. Była też pierwsza osobą, która posiadała oba te tytuły. W 2010 roku uczestniczyła w trzecim sezonie NXT, gdzie jej pseudonim został skrócony do AJ. Odpadła w półfinale przegrywając z Naomi z Kaitlyn. Dołączyła do rosteru SmackDown! w maju 2011. Tworzyła tag team z Kaitlyn o nazwie ChickBusters.
23 lipca 2012 r. podczas 1000 odcinka RAW AJ została General Manager rosteru RAW. 22 października 2012 r. zrezygnowała z funkcji GM rosteru RAW, ponieważ była oskarżana przez Vickie Guerrero o romans z Johnem Ceną.
Podczas gali Payback 2013 pokonała swoją przyjaciółkę Kaitlyn i została po raz pierwszy WWE Divas Champion. Po 295 dniach panowania na RAW po WrestleManii XXX straciła tytuł na rzecz Paige. Po utracie pasa mistrzowskiego zniknęła na jeden miesiąc, by następnie powrócić po Money In The Bank, na RAW 30 czerwca, gdzie odzyskała swój tytuł. Pas utraciła na SummerSlam na rzecz Paige, jednak na Night of Champions odzyskała go ponownie. Na Survivor Series (2014) straciła po raz kolejny tytuł na rzecz Nikki Belli.
3 kwietnia 2015 odeszła z WWE. Po odejściu przyznała na swoim blogu, że cierpi na zaburzenia afektywne dwubiegunowe.

## Osiągnięcia
- Florida Championship Wrestling
  - FCW Divas Championship (1 raz)
  - Queen of FCW (1 raz)
- Pro Wrestling Illustrated
  - PWI sklasyfikowało ją na 48. miejscu na 50 najlepszych wrestlerek w magazynie PWI Female 50 w 2011
  - PWI sklasyfikowało ją na 2. miejscu 50 najlepszych wrestlerek PWI w magazynie PWI Female 50 w 2014
- Women Superstars Uncensored
  - WSU Tag Team Championship (1 raz) – z Brooke Carter
  - WSU/NWS King and Queen Tournament (2009) – z Jayem Lethalem
- World Wrestling Entertainment
  - Divas Championship (3 razy)